# Elastica
Gli Elastica sono stati un gruppo musicale britannico di alternative rock attivo negli anni novanta, salito alla ribalta nel 1995 con l'album Elastica, da cui furono estratti alcuni singoli che entrarono in classifica nel Regno Unito e negli Stati Uniti d'America.

## Storia
Gli Elastica si formarono a metà del 1992 per iniziativa dell'ex chitarrista dei Suede Justine Frischmann e dell'ex batterista degli Spitfire e dei Suede Justin Welch. Nell'autunno di quell'anno si erano aggiunti al gruppo la bassista Annie Holland e la chitarrista Donna Matthews, già componente dei Darling Buds. Dopo alcune prove, registrazioni ed esibizioni con i nomi di Vaseline e Onk, la band assunse il nome Elastica all'inizio del 1993 a causa di minacce di azioni legali da parte dei Vaselines.
Il primo singolo, pubblicato nel 1993, fu Stutter. Il singolo beneficiò della spinta promozionale del DJ della BBC Radio 1 e capo della Deceptive Records Steve Lamacq, che aveva già scoperto la band all'inizio di quell'anno. Nel 1994 gli Elastica pubblicarono due singoli entrati nella Top 20 britannica, Line Up e Connection, e si esibirono in numerosi spettacoli radiofonici. La relazione della Frischmann con Damon Albarn dei Blur fu al centro di molti titoli di tabloid, creando ulteriore interesse intorno alla band.

## Formazione

### Membri ufficiali
- Justine Frischmann – voce, chitarra (1992-2001)
- Paul Jones – chitarra (1998-2001)
- Annie Holland – basso (1992-1995, 1999-2001)
- Sharon Mew – tastiera, voce (1999-2001)
- Justin Welch – batteria (1992-2001)

Ex membri
- Donna Matthews – chitarra, voce (1992-1998)
- Sheila Chipperfield – basso (1996-1998)
- David Bush – tastiera (1996-1999)

### Ospiti e membri occasionali
- Abby Travis – basso (tour, 1995-1996)
- Damon Albarn – tastiera (1995, 1999)
- Antony Genn – tastiera (tour, 1995-1996)

## Discografia

### Album studio
- 1995 - Elastica
- 2000 - The Menace

### Compilation ed EP
- 1999 – Elastica 6 Track EP
- 2001 – The Radio One Sessions